# Radclyffe Cadman
Radclyffe Macbeth Cadman (Kwazoeloe 14 januari 1924 - 11 oktober 2011) was een Zuid-Afrikaans politicus. 

## Biografie
Radclyffe Cadman studeerde rechten aan Universiteit van Kaapstad en de Universiteit van Cambridge en was nadien werkzaam als advocaat in Natal. Tijdens de Tweede Wereldoorlog diende hij als onderluitenant in de Royal Navy. Van 1961 tot 1977 vertegenwoordigde hij Zoeloeland namens de Verenigde Party (VP) in het parlement. Na het uiteenvallen van de VP in 1977 in verschillende kleinere partijen, werd Cadman politiek leider van de Nuwe Republiekparty (NRP), een gematigd conservatieve partij in de traditie van de VP.
Bij de parlementsverkiezingen van 1977 verloor de NRP flink en hield van haar 41 zetels er nog 13 over. Als partijleider werd Cadman opgevolgd door Vause Raw. Van 1984 tot 1990 was hij administrator van Natal.
Radclyffe Cadman was getrouwd met Natalie Randles en had drie kinderen. In 1987 ontving hij van president P.W. Botha de Order for Meritorious Service in goud.